# Shoah dans la région des Sudètes
La Shoah dans la région des Sudètes est la persécution, la déportation et le meurtre des Juifs dans la région des Sudètes pendant les années 1930 et 1940. La Shoah entraîne la fuite, l'expropriation, la déportation et à terme la mort d'une grande partie des 24 505 Juifs vivant dans le Reichsgau Sudetenland, région administrative établie par le Troisième Reich à partir de l'ancien territoire tchécoslovaque annexé après les accords de Munich en octobre 1938. En raison du harcèlement et des violences qui les frappent, y compris pendant la Nuit de Cristal (9 et 10 novembre 1938), 90 % des Juifs avaient quitté la région des Sudètes à la mi-1939. Ceux qui restent sont victimes de confiscations puis de déportation. Au cours des années de guerre, des dizaines de milliers de Juifs et de non-Juifs sont livrés au travail forcé dans un réseau de camps de concentration implantés dans la région.
Après la chute du régime nazi, les communautés juives de l'ancien Sudetenland subissent encore des pertes humaines à cause de la discrimination qui frappe leurs membres germanophones sous le gouvernement tchécoslovaque d'après-guerre, mais leur démographie se renouvelle en partie avec les arrivées depuis la Ruthénie subcarpatique.

## Contexte

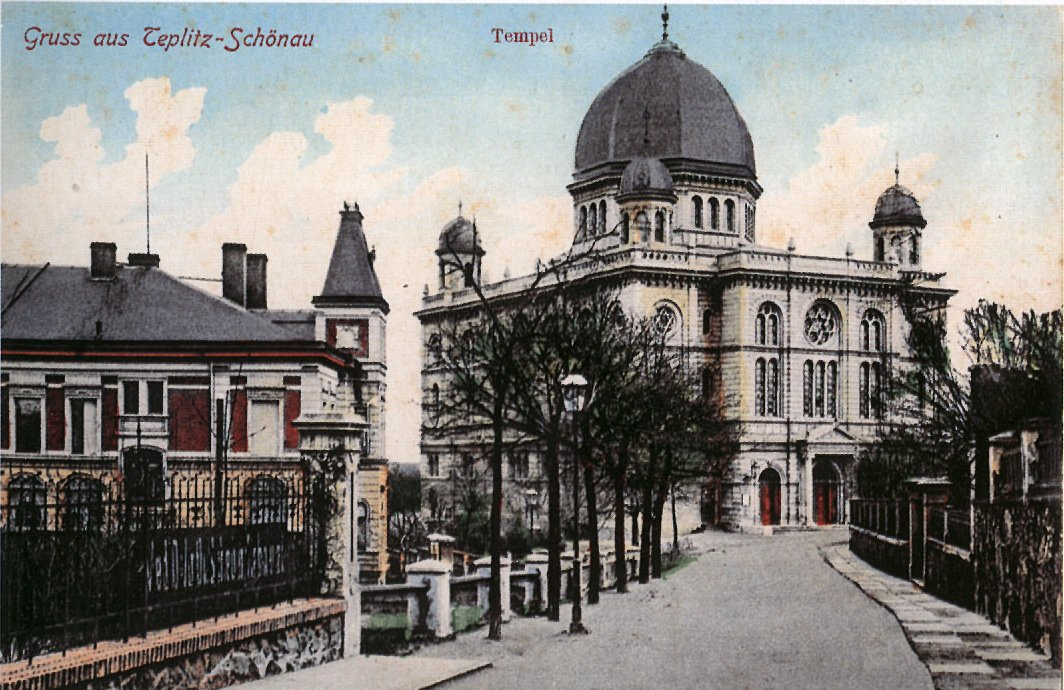
La synagogue de Teplitz-Schönau (Teplice), la plus grande communauté juive dans la région des Sudètes. Détruite au cours de la Nuit de Cristal.

Avant 1918, les régions à majorité allemande du territoire tchécoslovaque appartiennent à l'Empire austro-hongrois. Au XIXe siècle, la renaissance tchèque revendique une autonomie accrue de la majorité tchécophone. À l'issue de la Première Guerre mondiale, la région des Sudètes, où vit une majorité germanique, ne peut obtenir un référendum pour choisir son devenir. Même si la majorité des Allemands préfèrent le rattachement de la région à l'Allemagne, ils font partie du nouvel État tchécoslovaque. La population juive des Sudètes décline en raison de l'émigration et d'un faible taux de natalité. En 1930, la population juive représente 29 045 personnes, dont 24 505 dans la future région administrative du Reichsgau Sudetenland. Les principales communautés sont implantées à Teplitz-Schönau (Teplice : 3 213 personnes soit 10% de la population), Carlsbad (Karlovy Vary : 2 115, soit 9 %) et Reichenberg (Liberec : 1 392, soit 3.6 %). Les Juifs de la région sont de petits commerçants et des travailleurs qualifiés, ainsi que des industriels fortunés comme la famille Petschek. Si certains se déclarent de nationalité juive, pratiquement tous utilisent l'allemand comme langue principale et la plupart se disent allemands.
Malgré des droits relativement généreux accordés aux minorités, les Allemands de Tchécoslovaquie entament un mouvement pour revendiquer davantage d'autonomie. La montée du nationalisme ethnique fondé sur la notion de Volksgemeinschaft provoque l'amplification de l'antisémitisme car les Juifs ne sont pas considérés comme des membres de la communauté nationale,. Les difficultés économiques au milieu des années 1930 entraînent un soutien accru envers le Parti allemand des Sudètes (SdP) de Konrad Henlein. Le SdP, pronazi, s'oppose au libéralisme, à la démocratie, aux slaves et aux juifs. Financé par le parti national-socialiste, le SdP remporte les deux tiers des voix allemandes à l'élection parlementaire tchécoslovaque de 1935 (en) et près de 90 % aux élections locales de 1938. Avant 1938, toutefois, le SdP s'appuie davantage sur les tensions entre les nationalismes tchèque et allemand que sur l'antisémitisme.

## Annexion et fuite

Partition de la Tchécoslovaquie en 1938 et 1939.

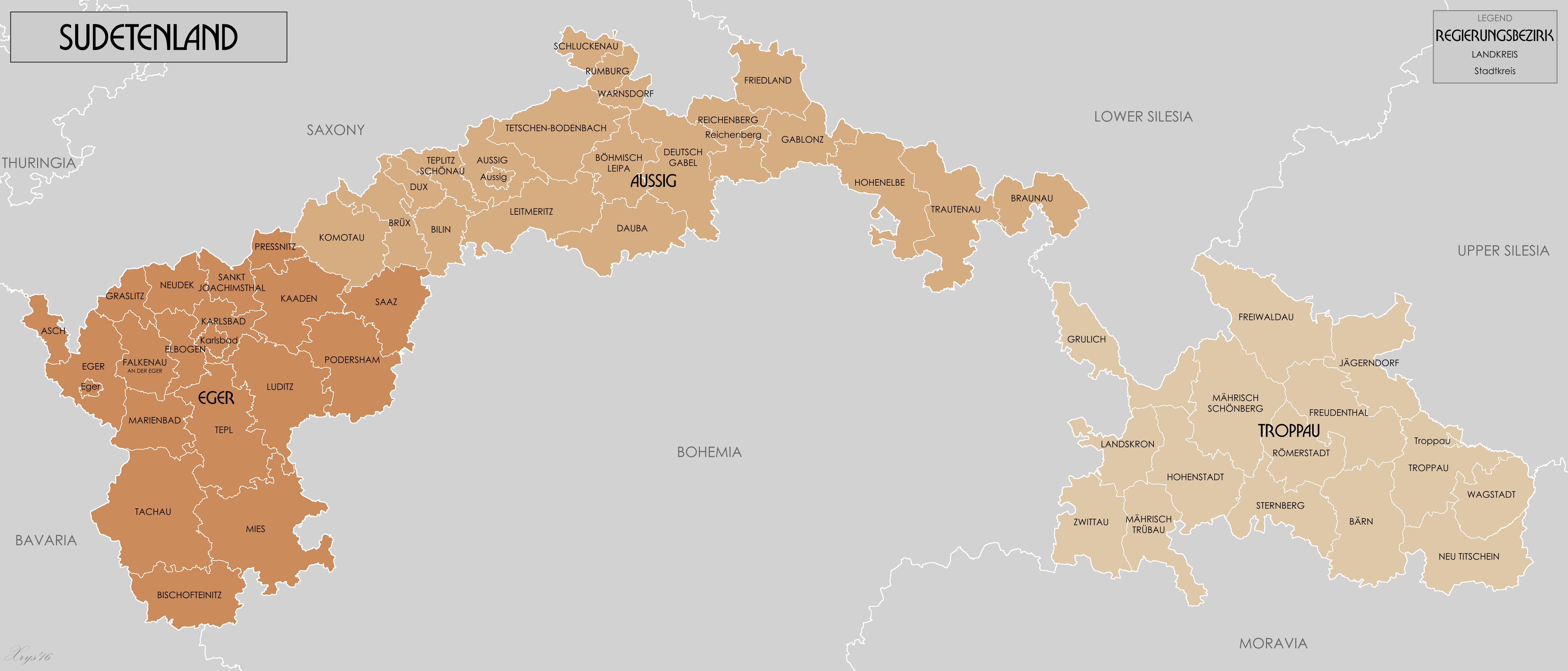
Le Reichsgau Sudetenland est instauré sur des territoires annexés par l'Allemagne en 1938.

En septembre 1938, Henlein forme les Sudetendeutsches Freikorps (en) (« corps francs des Allemands des Sudètes ») pour mener une guérilla contre la Tchécoslovaquie. Les commerces tenus par des Juifs à Eger (Cheb), Carlsbad et Asch (Aš) sont attaqués, bien que l'implication des Freikorps n'ait jamais été prouvée. De nombreux juifs fuient les violences : Warnsdorf (Varnsdorf) et Komotau (Chomutov), où vivaient des centaines de juifs selon le recensement de 1930, se déclarent Judenfrei avant fin septembre. En raison des violences qui frappent les Juifs autrichiens après l'Anschluss (mars 1938), les juifs des Sudètes comprennent les dangers du régime nazi.
Le 30 septembre 1938, les accords de Munich sont signés sans le consentement tchécoslovaque : la région du Sudètes est cédée à l'Allemagne nazie. Entre le 1er et le 10 octobre, l'armée tchécoslovaque se retire. La Wehrmacht, que la plupart des Allemands accueille en libératrice, instaure provisoirement une administration militaire, tandis que Henlein est nommé Reichskommissar. Entre le départ des autorités tchécoslovaques et l'arrivée des allemandes, les partisans du SdP et les Freikorps déchaînent « une terreur sans frein », accompagnée d'actes de violence et de vandalismes, contre les Juifs et les Tchèques ; les entreprises juives, surtout à Aussig (Ústí nad Labem), sont de nouveau prises pour cibles. À la suite des armées d'invasion allemandes arrivent les Einsatzgruppen, appelés à devenir le principal instrument de la répression nazie, comme en témoignent leurs actions après l'Anschluss. Au 14 octobre, le bureau de la Gestapo à Eger a recensé 971 arrestations et le bureau du Karlsbad en signale 1 157 au 7 novembre. Même si les Juifs ne sont pas explicitement visés en tant que groupe, nombre d'entre eux sont arrêtés en tant que « délinquants politiques ». Parmi les personnes arrêtées (10 000 jusqu'au début 1939), nombreuses sont celles détenues dans des prisons du Sudetenland tandis que des milliers d'autres sont déportées vers des camps de concentration en Allemagne.
De nombreux juifs qui n'ont pas encore fui, souvent les personnes âgées ou des propriétaires qui ne veulent pas abandonner des biens de valeur, reçoivent une visite de la Gestapo peu après l'invasion et sont forcés de signer des formulaires qui les engagent à quitter les lieux dans les six jours. Les autorités sont invitées à fouiller tous les domiciles de Juifs à la recherche de « documents subversifs » et de « biens volés »,. De nombreuses victimes juives prennent la fuite en n'emportant que leurs objets de valeur personnels ou parfois des machines issues des usines qu'ils possèdent. Les autorités allemandes cherchent à utiliser les réfugiés, qui en général se dirigent vers l'État tchécoslovaque fantoche, pour déstabiliser le régime et favoriser l'antisémitisme chez les Tchèques. Certains réfugiés sont refoulés par les autorités tchécoslovaques et doivent patienter dans le no man's land en attendant que leur cas soit réglé,, alors que les accords de Munich leur donnent le droit de conserver la nationalité tchécoslovaque.

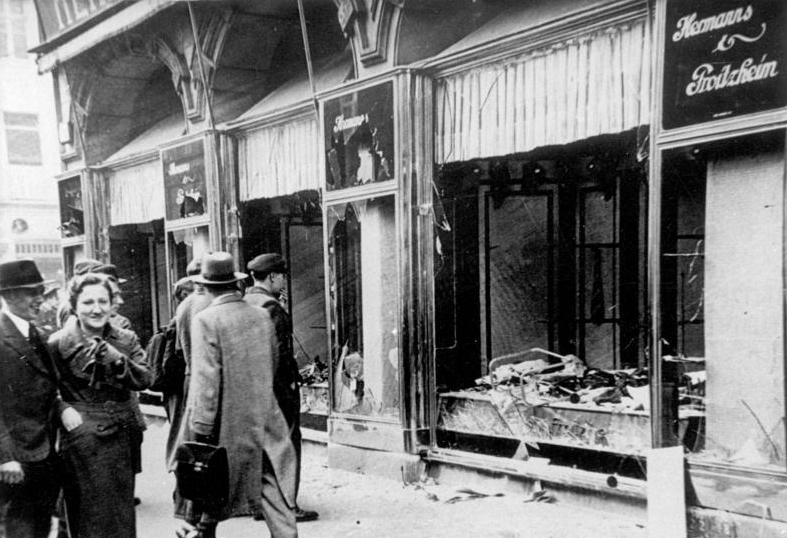
Destruction de magasins à Magdebourg après la Nuit de Cristal.

Pendant la Nuit de Cristal (9 et 10 novembre 1938), les Juifs et les Tchèques sont attaqués, leurs magasins pillés,. La plupart des synagogues — dont celles de Teplitz-Schönau, Reichenberg, Troppau (Oprava), Jägerndorf (Krnov), Falkenau (Sokolov) et Brüx (Most) — sont détruites et d'autres, comme celles d'Aussig et Tetschen (Děčín), sont saccagées, leurs vitres brisées. Les communautés juives doivent régler les frais de démolition des synagogues trop endommagées pour bénéficier de réparations. Les auteurs de ces violences sont des membres des SdP, des SS (Schutzstaffel), des SA (Sturmabteilung) et des Allemands locaux,. Le nombre de personnes juives tuées est inconnu,. À la suite du pogrom, les arrestations contre les juifs se multiplient et les victimes sont soit détenues dans des « camps improvisés » provisoires soit déportées vers l'Altreich (en). Au moins 12 000 Juifs avaient fui le Sudetenland début novembre. En mai 1939, il ne reste plus que 2 363 « juifs entiers » (10 % de la population d'avant-guerre) dans le Reichsgau Sudetenland, ainsi que 2 183 Mischlinge au premier degré et 1 396 Mischlinge au second degré,,.
Le 14 mars 1939, l'État  slovaque déclare son indépendance avec le soutien de l'Allemagne. En exécution des plans préparés depuis octobre 1938, l'Allemagne envahit l'État tchèque et y établit le protectorat de Bohême-Moravie. Par conséquent, la majorité des réfugiés venus depuis la région des Sudètes tombent aux mains du régime nazi. Ceux qui ne sont pas parvenus à émigrer sont déportés depuis le protectorat, notamment dans les premiers convois vers le ghetto de Łódź. Un mois plus tard, Adolf Hitler signe un décret qui instaure le Reichsgau Sudetenland, qui comprend les territoires au Nord annexés par l'Allemagne en 1938. D'autres secteurs sont annexés aux administrations du Troisième Reich : la Basse-Bavière, Oppeln (en Haute-Silésie) et d'anciennes régions autrichiennes.

## Processus d'aryanisation
Le 14 octobre 1938, Hermann Göring émet un décret sur l'aryanisation des biens appartenant aux Juifs ; le décret porte sur l'ensemble du Reich, y compris la région des Sudètes fraîchement annexée. En quelques semaines, les Juifs perdent le droit d'arborer le drapeau allemand, d'exercer comme journalistes et de tenir des commerces de détail. Après la nuit de Cristal, ils doivent payer 20 % d'impôts sur tous leurs biens et, en décembre, les lois de Nuremberg s'appliquent aussi au Sudetenland. Les Juifs sont contraints de déclarer leur patrimoine avant le 31 janvier 1939. En 1930, ils possédaient entre quatre cents et cinq cents entreprises dans la région des Sudètes, procurant des emplois à de nombreux habitants. Les juifs en fuite abandonnent des centaines de sociétés, qui sont immédiatement saisies par les autorités et confiées à de nouveaux propriétaires. Pourtant, cette transition entraîne un grand désordre : à Teplitz-Schönau, où 89 entreprises sur 213 appartenaient à des juifs, 200 magasins sont vides et les contrats de travail doivent être révoqués dans la plupart des sociétés confisquées.
Le processus d'aryanisation est marqué par des conflits entre les Allemands locaux des Sudètes et le Ministère de l'Économie du Reich : les premiers souhaitent préserver les emplois dans les usines auparavant possédées par les juifs, le second cherche à exploiter l'aryanisation pour tourner l'économie des Sudètes vers le complexe militaro-industriel. Par conséquent, les Allemands locaux sont principalement autorisés à « aryaniser » les fabriques dans les domaines du textile et de l'alimentation, qui en général sont obsolètes, tandis que les Allemands d'autres régions sont invités à s'emparer des usines stratégiques pour l'effort de guerre. Ce résultat nourrit des ressentiments chez les Allemands des Sudètes, car ils espéraient recueillir les bénéfices des expropriations qui, pensent-ils, leur reviennent de droit en compensation des « souffrances » que leur a infligées le régime tchécoslovaque. Néanmoins, malgré leurs déceptions, les Allemands des Sudètes tirent profit de l'aryanisation,, accélérée grâce à leur importante participation dans le gouvernement local. Ce processus, appuyé par l'annexion totale de la région des Sudètes au Reich et la fuite des populations juives, se déroule plus vite qu'ailleurs et il est presque achevé fin 1939. Le montant total issu de l'aryanisation est estimé à 1 milliard de Reichsmarks, soit environ 250 millions de dollars à l'époque, qui en 2019 équivalent à 4,5 milliards de dollars.

## Travail forcé
En 1939, les Juifs âgés d'au moins 14 ans sont affectés à des chantiers de travaux forcés, même quand leur effectif est insuffisant pour combler le manque de main-d'œuvre disponible. En raison de ce sous-effectif, il n'existe pas de camp de travaux forcés réservé aux juifs locaux au Sudetenland, même si de vastes réseaux de ce type existent ailleurs. L'exploitation du travail forcé de Juifs non allemands aux mains de l'Organization Schmelt (en) devient une source considérable de bénéfices pour les SS. Début 1943, sur les 117 camps de l'Organization Schmelt, 19 sont implantés au Sudetenland ; les prisonniers y vivent dans des conditions similaires aux camps de concentration. Fin 1942, plus d'un millier de femmes juives travaillent dans l'industrie textile dans l'arrondissement de Trautenau (de). À Postelberg, près de Saatz, un camp de travail forcé existe de 1943 à 1945 et, en décembre 1944, deux camps de travaux forcés sont ouverts près de Komotau. Ceux-ci contiennent des hommes juifs venus de Prague et protégés de la déportation à cause de mariages mixtes, des époux non-juifs de femmes juives venus du protectorat et des Mischlinge venus du protectorat,.
En 1942, les premiers camps satellites de Flossenbürg, Ravensbrück et Gross-Rosen ouvrent au Sudetenland ; nombre d'entre eux proviennent du système de l'Organization Schmelt. Ce système est largement développé fin 1944 car le Sudetenland fait partie des dernières régions offrant une sécurité relative face aux bombardements alliés et il se prête donc à la relocalisation des industries de guerre. Notamment, le secteur comporte de nombreux camps satellites de Flossenbürg qui, avant-guerre, se trouvait juste à côté de la frontière dans le district du Haut-Palatinat en Bavière. L'un des camps satellites les plus importants du Sudetenland est Leitmeritz (en), rattaché à Flossenbürg et tenu par le Jägerstab (en) pour la production d'avions et d'équipements militaires. Il compte environ 18 000 prisonniers (dont 3 600 juifs) ; 4 500 sont morts,. Sept camps satellites pour femmes à Gross-Rosen détiennent 4 000 prisonnières juives.
Au cours de la dernière année de la guerre, des milliers de juifs sont envoyés dans ces camps, à la fois des juifs hongrois déportés à l'été 1944 et d'autres juifs convoyés depuis Auschwitz, Gross-Rosen et d'autres camps de concentration en 1945,,. D'immenses marches de la mort ont lieu en Bohême du Nord pendant les dernières semaines de guerre, apportant 12 829 prisonniers à Theresienstadt à partir de mi-avril,.

## Concentration et déportation

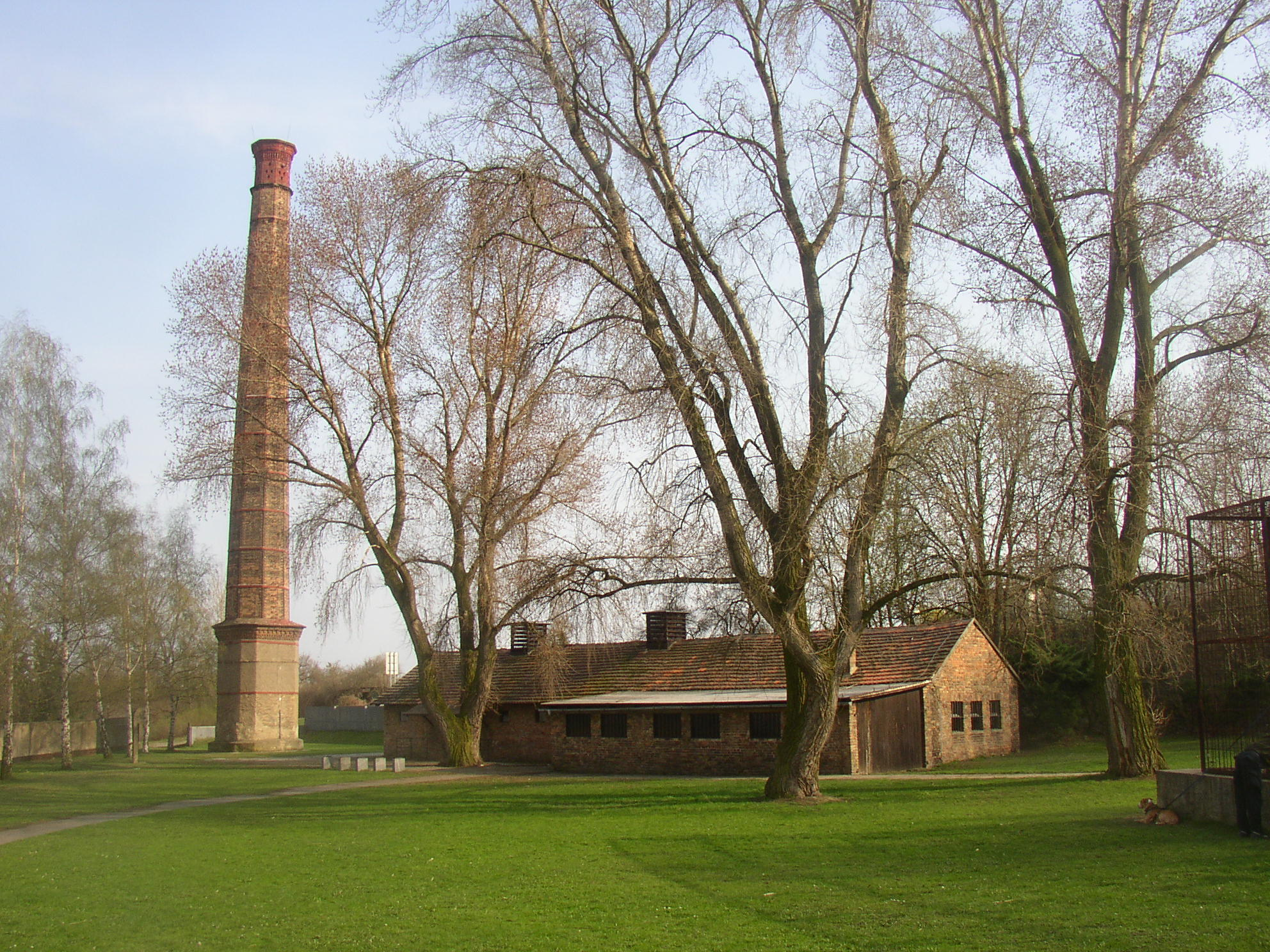
Ancien four crématoire du.

Le 10 mai 1939, une loi est instaurée pour encourager les propriétaires à évincer leurs locataires juifs. Quelques mois plus tard, un système de Judenhäuser (litt. « maisons juives ») est établi puis développé dans la plupart des villes où vivent des juifs. Environ 100 juifs d'Aussig sont forcés de s'installer au château de Schönwald et des douzaines d'autres doivent déménager de Leitmeritz (Litoměřice) Landkreis vers le château de Dlaschkowitz. Comme en Allemagne, à partir de fin 1939 les juifs doivent adopter comme prénoms Israël ou Sarah et, à partir du 1er septembre 1941, le port de l'étoile jaune leur est imposé. De nombreuses victimes tentent de contourner ces obligations, soit en réclamant une exception, soit en recouvrant leur étoile. Les juifs ne peuvent plus voyager en train (afin de limiter leur circulation) et leurs enfants perdent l'accès aux écoles. Les conjoints aryens dans les mariages mixtes subissent eux aussi des discriminations.
Fin juin 1940, le Reichsgau comporte 1 886 juifs et, en avril 1942, ce nombre a chuté à 1 614. Les déportations commencent le 13 juillet 1942 avec un convoi depuis Aussig, soit plus tard que dans les autres parties du Reich. Entre juillet et février 1943, 400 personnes sont déportées directement vers les camps d'extermination en Europe de l'Est. La deuxième vague emporte 460 personnes vers le ghetto de Theresienstadt, depuis le 13 novembre 1942 jusqu'à la fin 1944. Au 1er janvier 1945, il reste 382 juifs au Reichsgau Sudetenland : 53 sont engagés dans des mariages mixtes sans privilèges, 275 dans des mariages mixtes avec privilèges, 52 sont des Geltungsjuden et deux sont des ressortissants étrangers. À partir de janvier 1945, l'Office central de la sûreté du Reich prépare leur déportation : entre le 6 février et le 7 mars, 157 d'entre eux sont déportés. Sur un total de 612 juifs déportés à Theresienstadt, 366 sont morts et 246 ont survécu. Parmi les décès, 85 personnes sont mortes à Auschwitz-Birkenau, deux à Bergen-Belsen et une à Treblinka.

## Après-guerre

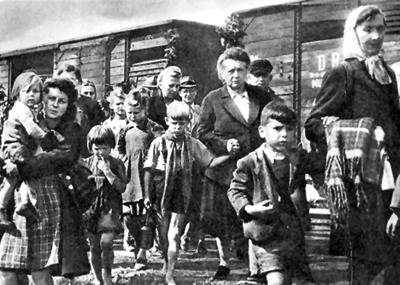
Allemands des Sudètes déportés de Tchécoslovaquie après la guerre.

Même si la loi tchécoslovaque d'après-guerre frappe d'invalidité toutes les transactions d'aryanisation, les survivants juifs rencontrent des difficultés pour recouvrer leurs biens. Le parti communiste de Tchécoslovaquie s'oppose à leur restitution et préfère nationaliser les entreprises. Ceux qui, dans le recensement de 1930, ont déclaré la nationalité allemande sont déchus de leur citoyenneté et doivent repasser les procédures d'immigration. Dans l'intervalle, ils ne sont pas éligibles pour bénéficier de restitutions ou d'un quelconque avantage social, ce qui enfonce beaucoup d'entre eux dans la pauvreté.
Sur les trois millions d'Allemands établis sur les territoires tchèques, environ 90 % sont déportés pendant l'expulsion d'après-guerre. Les juifs ayant perdu leur citoyenneté sont aussi expulsés en tant qu'Allemands. En raison de discriminations officielles et officieuses, des milliers de Juifs cherchent à quitter volontairement le pays. Leur déportation s'interrompt brutalement en septembre 1946 à cause de la couverture médiatique défavorable de l'évènement et des critiques émises par le gouverneur militaire de la zone américaine d'occupation de l'Allemagne.

« Même si les [juifs germanophones] furent persécutés sans pitié sous le régime de Hitler... ils (à quelques exceptions près) sont de nouveau accablés, parce qu'ils sont largement considérés comme « Allemands » et traités comme tels. Nul ne reconnaît que pratiquement tous ces juifs ont traversé les camps de concentration et de travaux forcés et que toutes les familles ont perdu la majorité de leurs membres dans les chambres à gaz.

Communication des communautés juives de Komotau and Saaz (Žatec) en 1946. »

Les communautés juives de l'ancien Sudetenland se reforment, avec l'arrivée d'environ 8 000 juifs appartenant à la Ruthénie subcarpathique. Les juifs des Carpates, qui constituent 40 % de la population juive de Bohême après-guerre, deviennent les plus nombreux sur le territoire de l'ancien Sudetenland. Sur le plan religieux, les arrivants adoptent le judaïsme orthodoxe, alors que les juifs allemands se montrent plutôt libéraux, ce qui conduit à effectuer des cérémonies séparées.